# Rita Chikwelu
Rita Chikwelu, född 6 mars 1988 i Asaba, är en nigeriansk fotbollsspelare som spelar för spanska Madrid CFF. 

## Klubbkarriär
Säsongen 2009 vann Chikewlu den finska skytteligan med sina 22 gjorda mål och blev även utsedd till ligans bästa spelare.
Inför säsongen 2010 skrev Chikwelu på ett treårskontrakt för Umeå IK. Efter att Umeå åkt ur Damallsvenskan värvades Chikwelu i november 2016 av Kristianstads DFF, där hon skrev på ett tvåårskontrakt.
I januari 2020 gick Chikwelu till spanska Madrid CFF.

## Landslagskarriär
Chikwelu spelar även sedan 2007 i Nigerias landslag. Hon representerade sitt hemland i U20-VM 2004, 2006 och 2008 och gjorde sin seniordebut för landslaget under 2007 års senior-VM. Hon ingick i den nigerianska OS-truppen som medverkade i Olympiska sommarspelen i Kina.